# Termostatyczny zawór rozprężny

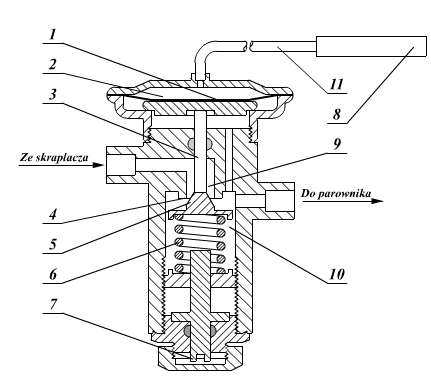
TZR z wewnętrznym wyrównaniem ciśnienia.
1 – membrana, 2 – komora mieszka, 3 – trzpień, 4 – dysza, 5 – iglica, 6 – sprężyna, 7 – element regulujący naciąg sprężyny, 8 – czujnik temperatury, 9 – komora wysokiego ciśnienia, 10 – komora niskiego ciśnienia, 11 – rurka kapilarna

Termostatyczny zawór rozprężny (TZR) - element automatyki chłodniczej.
Zawór ten w instalacji chłodniczej montuje się bezpośrednio przed parownikiem. Zawór ten spełnia dwa zadania:
- dławi czynnik chłodniczy[1],
- utrzymuje stałe napełnienie parownika czynnikiem chłodniczym (stałe przegrzanie).

## Rodzaje termostatycznych zaworów rozprężnych
Zawory rozprężne zasadniczo dzieli się na dwie grupy:
- z wewnętrznym wyrównaniem ciśnienia - nie uwzględnia strat ciśnienia w parowaczu (parowniku)
- z zewnętrznym wyrównaniem ciśnienia - uwzględnia straty ciśnienia w parowaczu. Ten rodzaj TZR-u posiada dodatkowy, trzeci króciec przyłączeniowy do którego doprowadzamy ciśnienie zza parowacza.